# Сахно, Валерий Александрович
Валерий Александрович Сахно (9 марта 1939 — 4 апреля 2013) — советский и украинский металлург, экс-директор Металлургического комбината «Азовсталь» (город Мариуполь).
В 1957 году окончил Ждановский металлургический институт. После его окончания работал на заводе «Азовсталь», с конца 1980-х годов — главный инженер Азовстали. В 1996—1998 — директор Алчевского металлургического комбината. С 1998 года по 2002 год — директор Металлургического комбината «Азовсталь».